# Commiphora habessinica
Commiphora habessinica är en tvåhjärtbladig växtart som först beskrevs av Berg, och fick sitt nu gällande namn av Adolf Engler. Commiphora habessinica ingår i släktet Commiphora och familjen Burseraceae. Inga underarter finns listade i Catalogue of Life.